# Озёрная (приток Большой Хапицы)
Озёрная — река на полуострове Камчатка. Протекает по территории Усть-Камчатского района Камчатского края России.
Длина реки — 10 км. Берёт начало из ледников на западном склоне Восточного хребта около вершины 1704,1 м. Впадает в реку Большая Хапица слева на расстоянии 81 км от её устья, на высоте около 236 метров над уровнем моря.
По данным государственного водного реестра России относится к Анадыро-Колымскому бассейновому округу. Код водного объекта — 19070000112120000017565.